# Natação nos Jogos Olímpicos de Verão de 2012 - 50 m livre feminino
A competição dos 50 metros livre feminino da natação nos Jogos Olímpicos de Verão de 2012 foi disputada nos dias 3 e 4 de agosto no Centro Aquático de Londres.

## Medalhistas
| Ouro   | NED Ranomi Kromowidjojo    |
| Prata  | BLR Aleksandra Gerasimenya |
| Bronze | NED Marleen Veldhuis       |

## Recordes
Antes desta competição, os recordes mundiais e olímpicos da prova eram os seguintes:
| Tipo | Atleta         | Tempo | Local  | Data                 |
| ---- | -------------- | ----- | ------ | -------------------- |
|      | Britta Steffen | 23.73 | Roma   | 2 de agosto de 2009  |
|      | Britta Steffen | 24.06 | Pequim | 17 de agosto de 2008 |

Os seguintes recordes mundiais ou olímpicos foram estabelecidos durante esta competição:
| Data        | Evento | Atleta                  | Tempo | Notas            |
| ----------- | ------ | ----------------------- | ----- | ---------------- |
| 4 de agosto | Final  | NED Ranomi Kromowidjojo | 24.05 | Recorde olímpico |

## Resultados

### Eliminatórias
| Pos. | Elim. | Raia | Nadadora                   | CON                                 | Tempo | Notas            |
| ---- | ----- | ---- | -------------------------- | ----------------------------------- | ----- | ---------------- |
| 1    | 10    | 4    | Ranomi Kromowidjojo        | NED Países Baixos                   | 24.51 | Q                |
| 2    | 10    | 5    | Marleen Veldhuis           | NED Países Baixos                   | 24.57 | Q                |
| 3    | 9     | 4    | Francesca Halsall          | GBR Grã-Bretanha                    | 24.61 | Q                |
| 4    | 9     | 5    | Britta Steffen             | GER Alemanha                        | 24.70 | Q                |
| 5    | 9     | 3    | Aleksandra Gerasimenya     | BLR Bielorrússia                    | 24.76 | Q                |
| 6    | 8     | 4    | Therese Alshammar          | SWE Suécia                          | 24.77 | Q                |
| 7    | 10    | 2    | Arianna Vanderpool-Wallace | BAH Bahamas                         | 24.85 | Q                |
| 7    | 10    | 6    | Jeanette Ottesen           | DEN Dinamarca                       | 24.85 | Q                |
| 9    | 8     | 3    | Bronte Campbell            | AUS Austrália                       | 24.87 | Q                |
| 10   | 8     | 5    | Cate Campbell              | AUS Austrália                       | 24.94 | Q                |
| 10   | 9     | 6    | Sarah Sjöström             | SWE Suécia                          | 24.94 | Q                |
| 12   | 10    | 3    | Jessica Hardy              | USA Estados Unidos                  | 24.99 | Q                |
| 13   | 8     | 7    | Theodora Drakou            | GRE Grécia                          | 25.13 | Q                |
| 14   | 9     | 7    | Victoria Poon              | CAN Canadá                          | 25.15 | Q                |
| 15   | 9     | 8    | Anna Santamans             | FRA França                          | 25.23 | Q                |
| 16   | 7     | 6    | Sarah Blake Bateman        | ISL Islândia                        | 25.28 | QSO              |
| 16   | 8     | 6    | Kara Lynn Joyce            | USA Estados Unidos                  | 25.28 | QSO              |
| 16   | 9     | 2    | Amy Smith                  | GBR Grã-Bretanha                    | 25.28 | QSO              |
| 19   | 10    | 7    | Triin Aljand               | EST Estônia                         | 25.33 |                  |
| 20   | 10    | 1    | Svetlana Khokhlova         | BLR Bielorrússia                    | 25.36 |                  |
| 21   | 8     | 2    | Nery Mantey Niangkouara    | GRE Grécia                          | 25.40 |                  |
| 22   | 8     | 1    | Graciele Herrmann          | BRA Brasil                          | 25.44 |                  |
| 23   | 7     | 2    | Hayley Palmer              | NZL Nova Zelândia                   | 25.47 |                  |
| 24   | 6     | 3    | Zhu Qianwei                | CHN China                           | 25.54 |                  |
| 24   | 9     | 1    | Pernille Blume             | DEN Dinamarca                       | 25.54 |                  |
| 26   | 5     | 4    | Rūta Meilutytė             | LTU Lituânia                        | 25.55 | Recorde nacional |
| 26   | 6     | 5    | Hanna-Maria Seppälä        | FIN Finlândia                       | 25.55 |                  |
| 28   | 7     | 4    | Arlene Semeco              | VEN Venezuela                       | 25.56 |                  |
| 29   | 7     | 7    | Vanessa García             | PUR Porto Rico                      | 25.58 |                  |
| 30   | 7     | 3    | Anna Dowgiert              | POL Polônia                         | 25.59 |                  |
| 31   | 7     | 8    | Jolien Sysmans             | BEL Bélgica                         | 25.60 |                  |
| 32   | 6     | 6    | Erika Ferraioli            | ITA Itália                          | 25.69 |                  |
| 33   | 10    | 8    | Darya Stepanyuk            | UKR Ucrânia                         | 25.70 |                  |
| 34   | 7     | 5    | Burcu Dolunay              | TUR Turquia                         | 25.72 |                  |
| 35   | 8     | 8    | Yayoi Matsumoto            | JPN Japão                           | 25.73 |                  |
| 36   | 7     | 1    | Trudi Maree                | RSA África do Sul                   | 25.78 |                  |
| 37   | 6     | 8    | Alia Atkinson              | JAM Jamaica                         | 25.98 |                  |
| 38   | 6     | 2    | Miroslava Syllabová        | SVK Eslováquia                      | 26.07 |                  |
| 39   | 5     | 3    | Gabriela Ņikitina          | LAT Letônia                         | 26.26 |                  |
| 40   | 5     | 5    | Chinyere Pigot             | SUR Suriname                        | 26.30 |                  |
| 41   | 6     | 1    | Farida Osman               | EGY Egito                           | 26.34 |                  |
| 42   | 6     | 7    | Miroslava Najdanovski      | SRB Sérvia                          | 26.46 |                  |
| 43   | 5     | 6    | Nicola Muscat              | MLT Malta                           | 27.22 |                  |
| 44   | 5     | 2    | Jessica Teixeira Vieira    | MOZ Moçambique                      | 27.39 |                  |
| 45   | 5     | 7    | Talita Baqlah              | JOR Jordânia                        | 27.45 |                  |
| 46   | 4     | 2    | Joyce Tafathata            | MAW Malawi                          | 27.74 |                  |
| 47   | 4     | 5    | Judith Meauri              | PNG Papua-Nova Guiné                | 27.84 |                  |
| 48   | 5     | 1    | Faye Sultan                | KUW Kuwait                          | 27.92 | Recorde nacional |
| 49   | 4     | 4    | Ann-Marie Hepler           | MHL Ilhas Marshall                  | 28.06 |                  |
| 50   | 4     | 3    | Keesha Keane               | PLW Palau                           | 28.25 |                  |
| 51   | 4     | 6    | Sabine Hazboun             | PLE Palestina                       | 28.28 |                  |
| 52   | 5     | 8    | Jamila Lunkuse             | UGA Uganda                          | 28.44 |                  |
| 53   | 4     | 8    | Antoinette Guedia Mouafo   | CMR Camarões                        | 29.28 |                  |
| 54   | 4     | 7    | Celeste Brown              | COK Ilhas Cook                      | 29.36 |                  |
| 55   | 3     | 3    | Karin O'Reilly Clashing    | ANT Antígua e Barbuda               | 30.01 |                  |
| 56   | 2     | 6    | Debra Daniel               | FSM Estados Federados da Micronésia | 30.32 |                  |
| 57   | 3     | 6    | Hemthon Vitiny             | CAM Camboja                         | 30.44 |                  |
| 58   | 3     | 5    | Alphonsine Agahozo         | RWA Ruanda                          | 30.72 |                  |
| 59   | 3     | 2    | Nada Arkaji                | QAT Catar                           | 30.89 |                  |
| 60   | 3     | 4    | Katerina Izmailova         | TJK Tajiquistão                     | 31.27 |                  |
| 61   | 4     | 1    | Mariana Henriques          | ANG Angola                          | 31.36 |                  |
| 62   | 3     | 7    | Fatoumata Samassekou       | MLI Mali                            | 31.88 |                  |
| 63   | 2     | 4    | Angelika Ouedraogo         | BUR Burquina Fasso                  | 32.19 |                  |
| 64   | 3     | 8    | Aminath Shajan             | MDV Maldivas                        | 32.23 |                  |
| 65   | 3     | 1    | Yanet Seyoum               | ETH Etiópia                         | 32.41 |                  |
| 66   | 2     | 3    | Assita Toure               | CIV Costa do Marfim                 | 33.09 |                  |
| 67   | 2     | 2    | Elsie Uwamahoro            | BDI Burundi                         | 33.14 |                  |
| 68   | 2     | 5    | Sara Al-Flaij              | BRN Bahrein                         | 33.81 |                  |
| 69   | 2     | 7    | Aminata Aboubakar Yacoub   | CGO Congo                           | 34.64 |                  |
| 70   | 2     | 1    | Mhasin Fadlalla            | SUD Sudão                           | 35.07 |                  |
| 71   | 1     | 4    | Nafissatou Moussa Adamou   | NIG Níger                           | 37.29 |                  |
| 72   | 1     | 5    | Adzo Kpossi                | TOG Togo                            | 37.55 |                  |
| 73   | 1     | 3    | Masempe Theko              | LES Lesoto                          | 42.35 |                  |
| 074  | 6     | 4    | Eszter Dara                | HUN Hungria                         | DNS   |                  |

#### Swim-off
| Pos. | Raia | Nadadora            | CON                | Tempo | Notas |
| ---- | ---- | ------------------- | ------------------ | ----- | ----- |
| 1    | 3    | Amy Smith           | GBR Grã-Bretanha   | 24.82 | Q     |
| 2    | 5    | Kara Lynn Joyce     | USA Estados Unidos | 25.16 |       |
| 3    | 4    | Sarah Blake Bateman | ISL Islândia       | 26.03 |       |

### Semifinal

#### Semifinal 1
| Pos. | Raia | Nadadora                   | CON                | Tempo | Notas |
| ---- | ---- | -------------------------- | ------------------ | ----- | ----- |
| 1    | 4    | Marleen Veldhuis           | NED Países Baixos  | 24.50 | Q     |
| 2    | 5    | Britta Steffen             | GER Alemanha       | 24.57 | Q     |
| 3    | 6    | Arianna Vanderpool-Wallace | BAH Bahamas        | 24.64 | Q,    |
| 4    | 7    | Jessica Hardy              | USA Estados Unidos | 24.68 | Q     |
| 5    | 3    | Therese Alshammar          | SWE Suécia         | 24.71 | Q     |
| 6    | 8    | Amy Smith                  | GBR Grã-Bretanha   | 24.87 |       |
| 7    | 2    | Cate Campbell              | AUS Austrália      | 25.01 |       |
| 8    | 1    | Victoria Poon              | CAN Canadá         | 25.17 |       |

#### Semifinal 2
| Pos. | Raia | Nadadora               | CON               | Tempo | Notas |
| ---- | ---- | ---------------------- | ----------------- | ----- | ----- |
| 1    | 4    | Ranomi Kromowidjojo    | NED Países Baixos | 24.07 | Q     |
| 2    | 3    | Aleksandra Gerasimenya | BLR Bielorrússia  | 24.45 | Q,    |
| 3    | 5    | Francesca Halsall      | GBR Grã-Bretanha  | 24.63 | Q     |
| 4    | 2    | Bronte Campbell        | AUS Austrália     | 24.94 |       |
| 4    | 8    | Anna Santamans         | FRA França        | 24.94 |       |
| 6    | 6    | Jeanette Ottesen       | DEN Dinamarca     | 24.99 |       |
| 7    | 7    | Sarah Sjöström         | SWE Suécia        | 25.08 |       |
| 8    | 1    | Theodora Drakou        | GRE Grécia        | 25.28 |       |

### Final
| Pos.              | Raia | Nadadora                   | CON                | Tempo | Notas            |
| ----------------- | ---- | -------------------------- | ------------------ | ----- | ---------------- |
| Medalha de ouro   | 4    | Ranomi Kromowidjojo        | NED Países Baixos  | 24.05 | Recorde olímpico |
| Medalha de prata  | 5    | Aleksandra Gerasimenya     | BLR Bielorrússia   | 24.28 | Recorde nacional |
| Medalha de bronze | 3    | Marleen Veldhuis           | NED Países Baixos  | 24.39 |                  |
| 4                 | 6    | Britta Steffen             | GER Alemanha       | 24.46 |                  |
| 5                 | 2    | Francesca Halsall          | GBR Grã-Bretanha   | 24.47 |                  |
| 6                 | 8    | Therese Alshammar          | SWE Suécia         | 24.61 |                  |
| 7                 | 1    | Jessica Hardy              | USA Estados Unidos | 24.62 |                  |
| 8                 | 7    | Arianna Vanderpool-Wallace | BAH Bahamas        | 24.69 |                  |

Legenda
| Recorde mundial      | Recorde mundial (World record)               |                       | Recorde africano                      | Recorde africano (African) |                                           | Q | Classificado por posição (Qualified) |
| Recorde olímpico     | Recorde olímpico (Olympic record)            | Recorde da América    | Recorde da América (Americas)         | q                          | Classificado por melhor tempo (Qualified) |   |                                      |
| Melhor marca do ano  | Melhor marca do ano (World leading)          | Recorde asiático      | Recorde asiático (Asian)              | DNS                        | Não largou (Did not start)                |   |                                      |
| Recorde nacional     | Recorde nacional (National record)           | Recorde europeu       | Recorde europeu (European)            | DNF                        | Não terminou (Did not finish)             |   |                                      |
| Recorde pessoal      | Recorde pessoal do atleta (Personal best)    | Recorde da Oceania    | Recorde da Oceania (Oceania)          | DSQ / DQ                   | Desclassificado (Disqualified)            |   |                                      |
| Recorde da temporada | Recorde da temporada do atleta (Season best) | Recorde sul-americano | Recorde sul-americano (South America) | NM                         | Sem marca (No mark)                       |   |                                      |